# Eligio Rodríguez
Elixio Rodríguez Domínguez (Grou, Lobios, 4 de enero de 1910 - México, 9 de julio de 2007) fue un intelectual y político español de orientación galleguista. Permaneció exiliado durante la dictadura franquista y obtuvo la nacionalidad mexicana en 1939.
Su maestro, Xosé Taibo, lo inició en el galleguismo cuando aun era un niño. Más tarde estudió con los hermanos maristas en Venta de Baños (1920) y en Tuy. A pesar de la expulsión que sufrió en esta ciudad, consiguió ser admitido en los maristas de Orense. Durante la República fue el fundador de las Mocedades Galeguistas (las juventudes del Partido Galeguista) de Bande y obtuvo el título de piloto en la Escuela de Aviación.
Detenido por la Guardia Civil al comienzo de la Guerra Civil pasó dos meses encarcelado en el convento de Celanova, habilitado como prisión, consiguió evitar el "paseo" enganchando en la Legión. Pasó algún tiempo en Cáceres en labores administrativas hasta entrar en el arma de aviación con la esperanza de poder pasar a la zona republicana. Estuvo destinado cómo capitán en León y en el pequeño aeródromo de Navia (Coaña), en febrero de 1937, se incorporó a la Legión Cóndor. Al mes siguiente consiguió evadirse en un Breguet XIX a Gibraltar y pasar a la zona republicana. 
Una vez en territorio republicano, fue destinado a la base de San Javier en Murcia pero fue detenido y condenado a muerte acusado de espionaje para el enemigo. Gracias a la intervención de Castelao y otros diputados gallegos residentes en Valencia se consiguió la anulación de la sentencia y la celebración de un nuevo juicio, en el cual fue absuelto. Pasó el resto de la guerra en Barcelona al cargo de la intendencia de aviación y como secretario general de la Solidariedade Galega Antifeixista hasta que con la caída de Cataluña tuvo que pasar a Francia, saliendo del país en el barco Ipanema hacia Veracruz donde llegó el 13 de julio de 1939, aceptando la oferta de las autoridades de mexicanas para adoptar la nacionalidad mexicana y estableciendo su residencia en la Ciudad de México como empresario y distribuidor.
No perdió sin embargo el espíritu galleguista, manteniendo la militancia en el Partido Galeguista en el exilio. Fue uno de los promotores en 1952 y locutor del programa semanal de radio en gallego Hora de Galicia, primero emitida en la emisora XMEC y luego en Cadena Radio Continental. El 29 de junio de 1953 participó en el establecimiento del Patronato de la Cultura Gallega, por el cual fue delegado en el Congreso de la Emigración Gallega celebrado en 1965 en Santiago de Compostela siendo el único en leer su comunicación en gallego. También participó en la creación de la revista Vieiros dirigida por Carlos Velo.
En 1994 publicó en Edicións Xerais el libro de memorias Matádeo mañá; memorias dun aviador galeguista republicano entre a guerra e o exilio (ISBN 9788475078342).